# Volkstümliche Musik

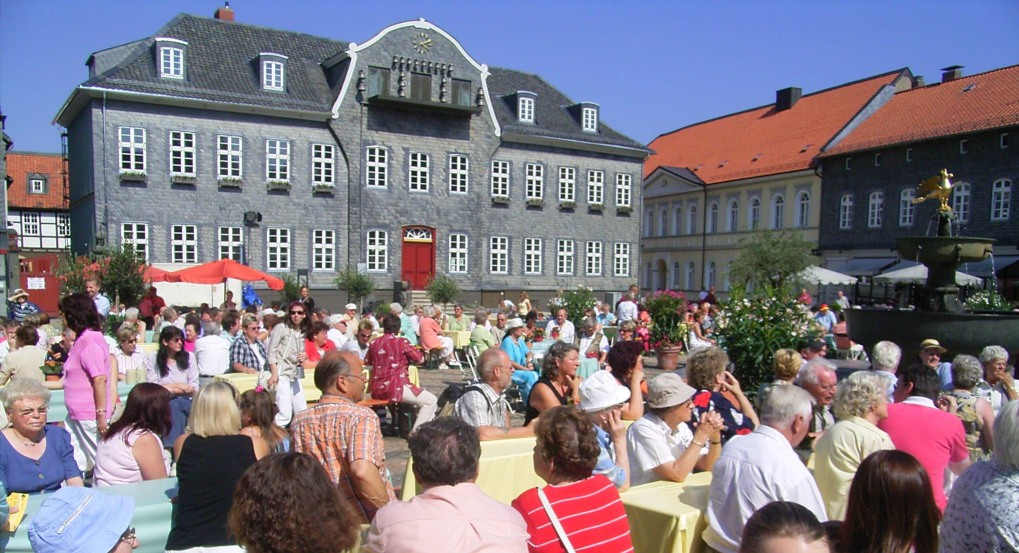
TV-showen Lustige Musikanten på torget i Goslar.

Volkstümliche Musik (ung. 'folklig musik'), även Volkstümliche Schlager, är en genre inom den tyskspråkiga populärmusiken. Den kan i Sverige närmast jämföras med dansbandsmusik eller schlager. Det går inte att dra en tydlig gräns mellan stilarna.

## Historik

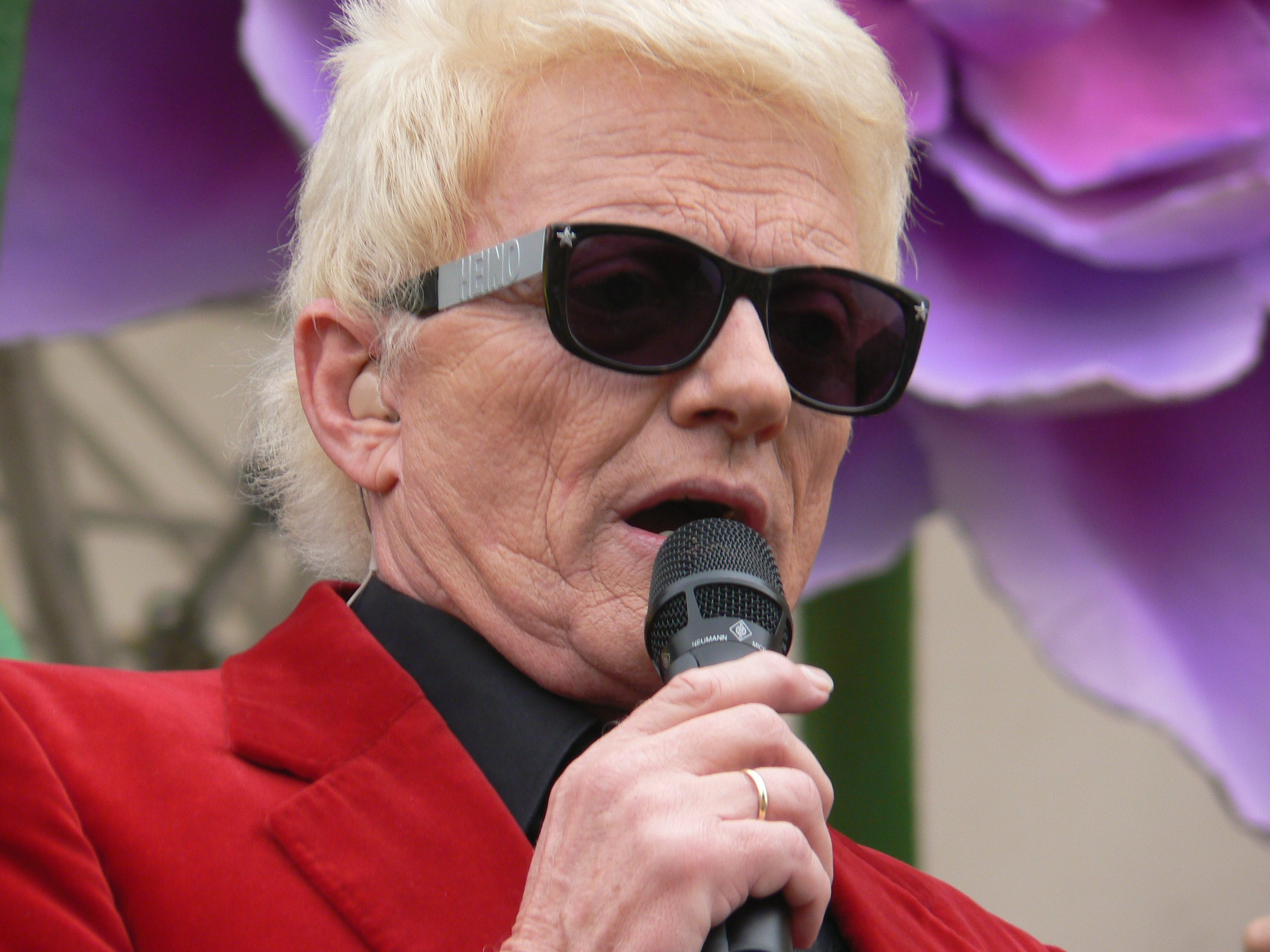
Heino

Musikformen utvecklades på 1960-talet som ett alternativ till den framväxande rock- och popmusiken. Musiken kombinerar enkel, jordnära folklore med andra genrer, till exempel swing och sydeuropeisk musik. Dock har många olika genrer påverkat musikstilen, som så gott som uteslutande framförs i fjärdedelstakt eller möjligen i valstakt.
Mot slutet av 1970-talet blev musikstilen mer uppmärksammad i tysk television; programledare som Elmar Gunsch och Carolin Reiber ledde program som Lustige Musikanten eller Lieder, die von Herzen kommen. Musikstilen, främst i form av folkvisor och populära operettstycken, tolkades också av operasångare, till exempel i programmet Zum Blauen Bock (med programledaren Heinz Schenk) och i Im Krug zum grünen Kranze (under ledning av Ruth Mönch och Willy Seiler).
Musiken lånade stilelement från många olika fack, till exempel lättare klassisk musik, och blev så småningom en blandning som var starkt präglad av schlagermusik. Hemtrevliga, glada och lätta melodier utan kanter och hörn kom att prägla stilen. Genom tolkningar av utpräglade schlagersångare, till exempel Heino, kom så den slutgiltiga kopplingen till schlagermusik att befästas.
En milstolpe i genrens historik utgör TV-showen Musikantenstadl som startades 1981. Under ledning av Karl Moik fick här musikstilen en kanal som snabbt nådde många. Under åren har programmet breddats till en arena för många nya artister inom flera genrer, till exempel storbandsmusik, samba, schlager och country. Till musikstilens främsta massmediala kanaler hör de så kallade hitparaderna, som sänds i public service-bolagen ARD och ZDF. Även några radiokanaler är specialinriktade på genren, då den sällan spelas i kommersiell radio. Sedan 1986 arrangeras varje år Grand Prix der Volksmusik. Under 1990-talet fick musikstilen ett enormt uppsving och populariteten ökade ständigt. Stilen har kommit att starkt påverka annan populärmusik och artister som Die Flippers, Andy Borg och Kristina Bach har använt sig av influenser från stilen.

## Utformning
Musikstilen har sina rötter i det tyska kulturområdets – Tyskland, Österrike, Schweiz – klassiska folkmusik, uppblandad med den moderna schlagerns musikaliska idiom. Titlarna innehållar inte sällan dialektala ordvändningar med referenser till lokala traditioner, och de ackompanjeras av instrument som alphorn, cittra, akustisk gitarr, hackbräde och dragspel. Joddling är likaså ett vanligt inslag. 
Musiken skapas under moderna förhållanden och även om traditionella instrument används har musiken i sig ingen långtgående historisk bakgrund. Musiken kan vara regionalt präglad; i Schweiz är countrymusik en vanlig influens, i Bayern är blåsmusik vanligt förekommande, men det finns även exempel på artister och grupper som spänner över regioner snarare än nationsgränser, till exempel Eberhard Hertel, Speelwark, Mühlenhof Musikanten, Menskes-Chöre och Schwarzwaldfamilie Seitz.
Musikstilen inordnas ofta, på kommersiella grunder, i facket folkmusik, något som är ett sakfel. Musikstilen bygger visserligen på folkmusikelement, men skiljer sig tematiskt åt och visar, till skillnad från traditionell folkmusik, på en perfekt värld. Volkstümliche musik har glada, lättsamma eller romantiskt präglade teman, medan vanlig folkmusik även kan ha såväl sorgligt, politiskt eller lätt obscent innehåll. Musiken har dock ett brett omfång, från blåsmusik med eller utan sång till folkvisor.

## Kritik
Genren har på grund av sin eskapism kritiserats för att vara lågkvalitativ kitsch, riktad mot samhällets lägre strata, samt för att upprätthålla stereotypier och traditionella mönster. Eftersom musiken vid framträdanden ofta bygger på playback eller singback och där sångstämmor förstärks med synthesizer eller musiken assisteras av andra tekniska hjälpmedel talar kritiker ibland om att formen utgör en illusion av levande musik. Det senare drabbade särskilt gruppen Kastelruther Spatzen som i november 2012 anklagades av sin tidigare arrangör och manager Walter Widemair för att under 30 år inte ha spelat själva på sina inspelningar, utan istället ha använt sig av studiomusiker. Gruppens egna musiker skulle enligt Widemair vara medelmåttiga.. Gruppen genmälde att det inte är ovanligt att använda sig av studiomusiker vid skivproduktioner och att alla medverkande musiker alltid redovisas på skivinläggen. Anledningen till Widemairs påstående skulle enligt gruppen vara att denne ville marknadsföra en ny bok. För att bevisa att man kan spela medverkade man 10 november 2012 i Musikantenstadl i Innsbruck med sångerna Leben und leben lassen och Eine weiße Rose. Artister som medverkar i Musikantenstadl uppträder vanligen med playback eller singback, men i detta fall använde man sig av instrument som anslöts till ljudanläggningen.

## Artister i urval
| Tyskland | Österrike | Schweiz | Sydtirolen |
| --- | --- | --- | --- |
| - Angela Wiedl - Astrid Harzbecker - Axel Becker - Bianca - Carina Dengler -karriären avslutad 2018- - De Randfichten - Die Bergkameraden - Edith Prock - Feldberger - Fingerl Flitzer -upplöst 2013- - Fischer-Chöre - Florian Silbereisen - Franzl Lang - Gaby Albrecht - Geschwister Hofmann - Gitti und Erika - Hansl Krönauer - Heino - Henry Arland - Judith und Mel - Kristin Rempt - Leni Timmermann - Mara Kayser - Maria Hellwig - Marianne und Michael - Marilena Kirchner - Maxi Arland - Maxl Graf - Oliver Thomas - Original Vogtlandecho - Patrick Lindner - Patrizius - Reiner Kirsten - Stefanie Hertel - Teddy Parker - Twinnies -upplöst- - Uschi Bauer - Wildecker Herzbuben - Willy Schneider | - Alpentrio Tirol -upplöst- - Andy Borg - Bluatschink - Die 4 Holterbuam - Die Grubertaler - Die jungen Zillertaler - Die Kern-Buam -upplöst- - Die Mayrhofner - Die Mooskirchner - Die Paldauer - Die Stoakogler -upplöst- - DJ Ötzi - Fritz Edtmeier -avliden- - Goldried Quintett -upplöst- - Grazer Spatzen - Hansi Hinterseer - Hias -avliden- - Jazz Gitti - Karl Moik - Klostertaler -upplöst- - Kurt Elsasser - Marc Pircher - Monika Martin - Nik P. - Nockalm Quintett - Oliver Haidt - Schürzenjäger - Semino Rossi - Tiroler Echo - Ursprung Buam - Zellberg Buam - Zillertaler Haderlumpen | - Daniela und Dirk - Francine Jordi - Geraldine Olivier - Lisa Stoll - Marianne Cathomen - Maja Brunner - Monika Kaelin - Monique - Nella Martinetti -avliden- - Peter Hinnen - Sandra Weiss - Sepp Trütsch - Trio Eugster - Vico Torriani - Vreni und Rudi | - Andreas Fulterer - Belsy - Bergfeuer - Die Ladiner - Kastelruther Spatzen - Oswald Sattler - Rudy Giovannini Holland - Frans Bauer - Heintje Simons - Jantje Smit - Kirmesmusikanten Slovenien - Alpenoberkrainer - Die Oberkrainer Polka Mädels (Polka Punce) - Slavko Avsenik und seine Original Oberkrainer -upplöst- - Vesele Štajerke Ryssland - Isabella Danilowna Jurjeva - Nadezhda Babkina - Nadezhda Kadysjeva Italien - Belsy Demetz -karriären avslutad 2014- - Die Geschwister Niederbacher |